# Nokere Koerse 2023
Nokere Koerse 2023 (een eendaagse wielerwedstrijd, verreden rondom Nokere) vond plaats op woensdag 15 maart met de 77e editie voor de mannen en vierde editie voor de vrouwen. De start was in Deinze, de finishstreep lag in Nokere.

## Mannen
In de editie van 2022 won Tim Merlier deze race voor het eerst. In 2023 behaalde hij nogmaals een overwinning.
In de top-10 eindigden zeven Belgen. De wedstrijd was onderdeel van de UCI ProSeries.

### Uitslag
| Plaats  | Naam             | Ploeg               | tijd     |
| ------- | ---------------- | ------------------- | -------- |
| Winnaar | Tim Merlier      | Soudal-Quick Step   | 4u19'14" |
| 2       | Edward Theuns    | Trek-Segafredo      | z.t.     |
| 3       | Milan Menten     | Lotto-Dstny         | z.t.     |
| 4       | Timo Kielich     | Alpecin-Deceuninck  | +3"      |
| 5       | Lewis Askey      | Groupama-FDJ        | z.t.     |
| 6       | Sep Vanmarcke    | Israel-Premier Tech | z.t.     |
| 7       | Louis Blouwe     | Bingoal WB          | z.t.     |
| 8       | Laurence Pithie  | Groupama-FDJ        | z.t.     |
| 9       | Christophe Noppe | Cofidis             | z.t.     |
| 10      | Sjoerd Bax       | UAE Team Emirates   | z.t.     |

## Vrouwen
Bij de vrouwen was het de vierde editie van deze wedstrijd. Voor het eerst won Lotte Kopecky deze race. De vorige editie werd gewonnen door tweevoudige winnares Lorena Wiebes, zij eindigde in deze editie als tweede. De wedstrijd was onderdeel van de UCI Women's ProSeries.

### Uitslag
| Plaats  | Naam                | Ploeg                          | tijd     |
| ------- | ------------------- | ------------------------------ | -------- |
| Winnaar | Lotte Kopecky       | Team SD Worx                   | 3u15'03" |
| 2       | Lorena Wiebes       | Team SD Worx                   | +28"     |
| 3       | Marta Bastianelli   | UAE Team ADQ                   | +29"     |
| 4       | Elisa Balsamo       | Trek-Segafredo                 | z.t.     |
| 5       | Arlenis Sierra      | Movistar Team                  | z.t.     |
| 6       | Lotta Henttala      | AG Insurance-Soudal Quick-Step | z.t.     |
| 7       | Julie De Wilde      | Fenix-Deceuninck               | z.t.     |
| 8       | Anna Henderson      | Team Jumbo-Visma               | z.t.     |
| 9       | Marta Lach          | Ceratizit-WNT                  | z.t.     |
| 10      | Letizia Paternoster | Team Jayco AlUla               | z.t.     |

1944 · 1945 · 1946 · 1947 · 1948 · 1949 · 1950 · 1951 · 1952 · 1953 · 1954 · 1955 · 1956 · 1957 · 1958 · 1959 · 1960 · 1961 · 1962 · 1963 · 1964 · 1965 · 1966 · 1967 · 1968 · 1969 · 1970 · 1971 · 1972 · 1973 · 1974 · 1975 · 1976 · 1977 · 1978 · 1979 · 1980 · 1981 · 1982 · 1983 · 1984 · 1985 · 1986 · 1987 · 1988 · 1989 · 1990 · 1991 · 1992 · 1993 · 1994 · 1995 · 1996 · 1997 · 1998 · 1999 · 2000 · 2001 · 2002 · 2003 · 2004 · 2005 · 2006 · 2007 · 2008 · 2009 · 2010 · 2011 · 2012 · 2013 · 2014 · 2015 · 2016 · 2017 · 2018 · 2019 · 2020 · 2021 · 2022 · 2023 · 2024 · 2025
Lijst van beklimmingen
Ronde van San Juan ·
Ronde van Valencia ·
Clásica de Almería ·
Ronde van Oman ·
Ronde van de Algarve ·
Ruta del Sol ·
Faun Ardèche Classic ·
La Drôme Classic ·
Kuurne-Brussel-Kuurne ·
Trofeo Laigueglia ·
Milaan-Turijn ·
Nokere Koerse ·
GP Denain ·
Bredene Koksijde Classic ·
GP Industria & Artigianato-Larciano ·
Grote Prijs Miguel Indurain ·
Scheldeprijs ·
Brabantse Pijl ·
Ronde van de Alpen ·
Grote Prijs van Plumelec ·
Tro Bro Léon ·
Ronde van Hongarije ·
Vierdaagse van Duinkerke ·
Boucles de la Mayenne ·
Ronde van Noorwegen ·
Brussels Cycling Classic ·
Dwars door het Hageland ·
Ster ZLM Tour ·
Ronde van België ·
Ronde van Slovenië ·
Ronde van het Qinghaimeer ·
Ronde van Wallonië ·
Ronde van Burgos ·
Ronde van Denemarken ·
Arctic Race of Norway ·
Ronde van Duitsland ·
Maryland Cycling Classic ·
Ronde van Groot-Brittannië ·
Grote Prijs van Fourmies ·
Grote Prijs van Wallonië ·
Coppa Sabatini ·
Super 8 Classic ·
Ronde van het Taihu-meer ·
Ronde van Luxemburg ·
Circuit Franco-Belge ·
Ronde van Langkawi ·
Ronde van Emilia ·
Coppa Bernocchi ·
Ronde van de Drie Valleien ·
Ronde van het Münsterland ·
Ronde van Piemonte ·
Ronde van Hainan ·
Parijs-Tours ·
Ronde van Veneto ·
Japan Cup ·
Veneto Classic
Wielerweek van Valencia · 
Nokere Koerse · 
Dwars door Vlaanderen · 
Brabantse Pijl · 
Festival Elsy Jacobs · 
Clásica Féminas de Navarra · 
Ronde van Thüringen · 
Ronde van Emilia ·